# Летоянні
Летоянні (італ. Letojanni, сиц. Letujanni) — муніципалітет в Італії, у регіоні Сицилія,  метрополійне місто Мессіна.
Летоянні розташоване на відстані близько 510 км на південний схід від Рима, 175 км на схід від Палермо, 40 км на південний захід від Мессіни.
Населення — 2860 осіб (2014).

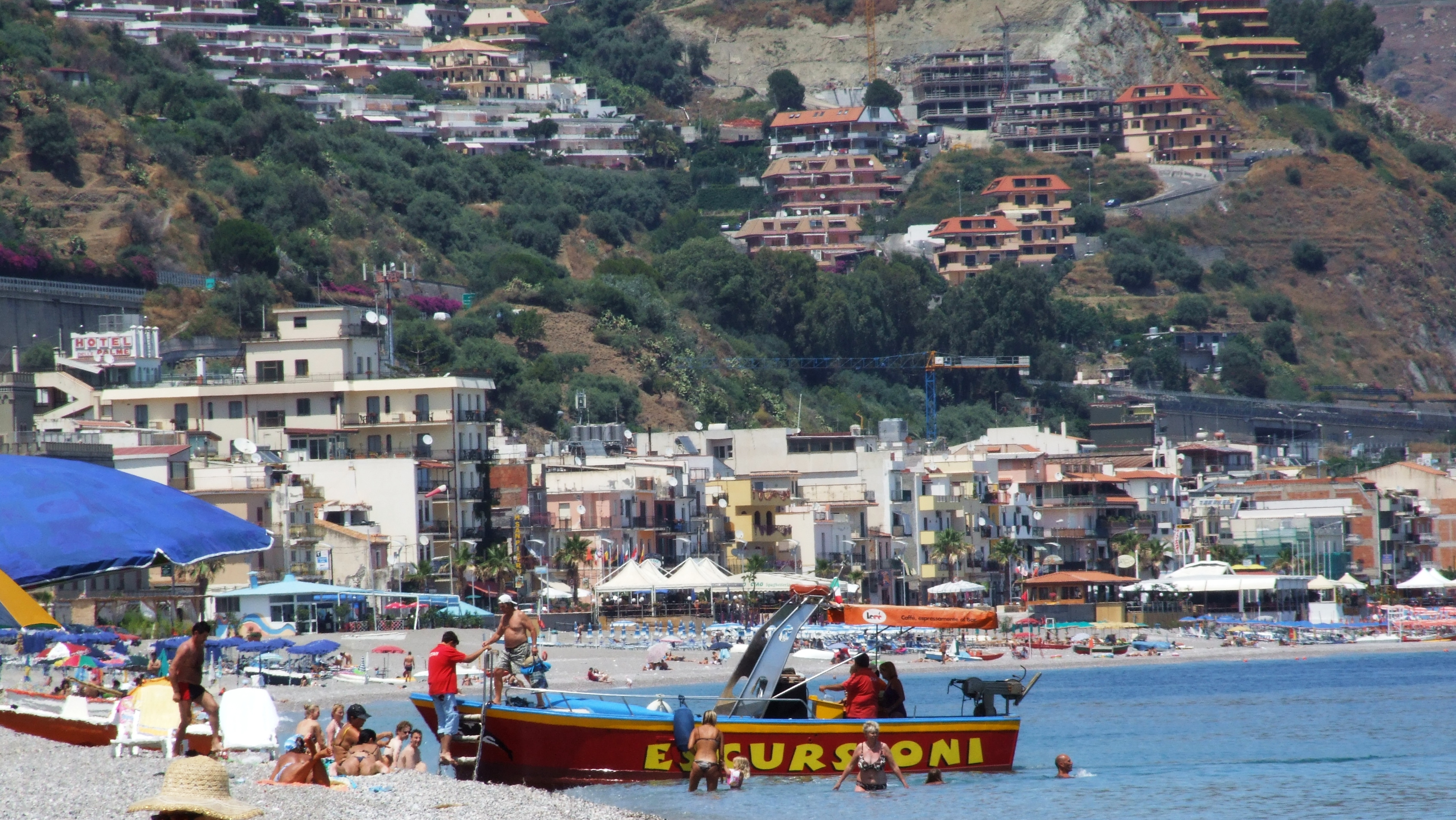

Щорічний фестиваль відбувається 19 березня. Покровитель — San Giuseppe.

## Демографія
Населення за роками:

Станом на 1 січня 2023 року в муніципалітеті офіційно проживало 217 іноземців з 34 країн, серед них 84 громадяни країн Євросоюзу та 22 громадяни України.

## Сусідні муніципалітети
- Кастельмола
- Форца-д'Агро
- Галлодоро
- Монджуффі-Мелія
- Таорміна